# Primetime Creative Arts Emmy Awards 2017
La cerimonia della 69ª edizione dei Primetime Creative Arts Emmy Awards (69th Primetime Creative Arts Emmy Awards) si è tenuta nel corso di due serate il 9 e il 10 settembre 2017 presso il Microsoft Theater di Los Angeles.
Le candidature erano state annunciate il 13 luglio 2017.

## Primetime Creative Arts Emmy Awards
Segue la lista completa delle categorie con i rispettivi candidati. I vincitori sono indicati in cima all'elenco di ciascuna categoria, seguiti dal resto degli artisti o programmi nominati; i vincitori nelle categorie in cui si sono verificati ex aequo sono contrassegnati dal simbolo .

### Programmi televisivi

#### Miglior programma d'animazione
- Bob's Burgers, per l'episodio Bob Actually, distribuito da Fox
  - Archer, per l'episodio Ossessione omicida, distribuito da FX
  - Elena e il segreto di Avalor (Elena and the Secret of Avalor), speciale di Sofia la principessa, distribuito da Disney Channel
  - I Simpson, per l'episodio The Town, distribuito da Fox
  - South Park, per l'episodio Grappoli di ricordi, distribuito da Comedy Central

#### Miglior programma per bambini
- Once Upon a Sesame Street Christmas, distribuito da HBO
  - Girl Meets World, distribuito da Disney Channel
  - Macy's Thanksgiving Day Parade 90th Celebration, distribuito da NBC
  - School of Rock, distribuito da Nickelodeon
  - Star Wars Rebels, distribuito da Disney XD

#### Miglior speciale varietà
- Carpool Karaoke Primetime Special 2017, distribuito da CBS
  - Full Frontal with Samantha Bee Presents Not the White House Correspondents' Dinner, distribuito da TBS
  - Louie C.K. 2017, distribuito da Netflix
  - Sarah Silverman: A Speck of Dust, distribuito da Netflix
  - Stephen Colbert's Live Election Night Democracy's Series Finale: Who's Going to Clean Up This Sh**t?, distribuito da Showtime

#### Miglior reality strutturato
- Shark Tank, distribuito da ABC
  - Antiques Roadshow, distribuito da PBS
  - Diners, Drive-Ins and Dives, distribuito da Food Network
  - Fixer Upper, distribuito da HGTV
  - Lip Sync Battle, distribuito da Spike TV
  - Who Do You Think You Are?, distribuito da TLC

#### Miglior reality non strutturato
- United Shades of America, distribuito da CNN
  - Born This Way, distribuito da A&E
  - Deadliest Catch, distribuito da Discovery Channel
  - Gaycation, distribuito da Viceland
  - Intervention, distribuito da A&E
  - RuPaul's Drag Race: Untucked, distribuito da VH1

#### Miglior documentario o programma non-fiction
- Planet Earth II, distribuito da BBC America
  - American Masters, distribuito da PBS
  - Chef's Table, distribuito da Netflix
  - The Keepers, distribuito da Netflix
  - 30 for 30, distribuito da ESPN

#### Miglior speciale documentario o non-fiction
- 13th, distribuito da Netflix
  - Amanda Knox, distribuito da Netflix
  - The Beatles: Eight Days a Week, distribuito da Hulu
  - A House Divided, distribuito da HBO
  - L.A. Burning: The Riots 25 Years Later, distribuito da A&E

#### Miglior programma o speciale divulgativo
- Leah Remini: Scientology and the Aftermath, distribuito da A&E
  - Anthony Bourdain: Parts Unknown, distribuito da CNN
  - Inside the Actors Studio, distribuito da Bravo
  - StarTalk with Neil deGrasse Tyson, distribuito da Nat Geo
  - Vice, distribuito da HBO

#### Miglior programma - categoria speciale
- 70ª cerimonia dei Tony Awards, distribuito da CBS
  - Hairspray Live!, distribuito da NBC
  - cerimonia dei premi Oscar 2017, distribuito da ABC
  - spettacolo di metà gara del Super Bowl LI con Lady Gaga, distribuito da Fox

#### Miglior corto commedia o drammatico
- Los Pollos Hermanos Employee Training, distribuito da AMC
  - Brown Girls, distribuito da Open TV
  - Fear the Walking Dead: Passage, distribuito da AMC.com
  - Hack Into Broad City, distribuito da ComedyCentral.com
  - Marvel's Agents of S.H.I.E.L.D.: Slingshot, distribuito da ABCd/ABC.com

#### Miglior corto varietà
- The Daily Show - Between the Scenes, distribuito da thedailyshow.com
  - Behind The Voice, distribuito da YouTube
  - Epic Rap Battles of History, distribuito da YouTube
  - Honest Trailers, distribuito da YouTube
  - The Star Wars Show, distribuito da YouTube

#### Miglior corto non-fiction
- Viceland at the Women’s March, distribuito da Viceland
  - Creating Saturday Night Live, distribuito da NBC
  - Jay Leno's Garage, distribuito da NBC.com
  - Feud: Bette and Joan: Inside Look, distribuito da FX.com
  - National Endowment for the Arts: United States Of Arts, distribuito da arts.gov

#### Miglior corto animato
- La realtà virtuale (Islands Part 4: Imaginary Resources) di Adventure Time, distribuito da Cartoon Network
  - Split Decisions di Topolino, distribuito da Disney Channel
  - Space Walk di Marvel's Rocket & Groot, distribuito da Disney XD
  - Mr. Greg di Steven Universe, distribuito da Cartoon Network
  - Orangins di Teen Titans Go!, distribuito da Cartoon Network

### Recitazione, doppiaggio e conduzione televisiva

#### Miglior attore guest star in una serie drammatica
- Gerald McRaney, per aver interpretato Nathan Katowski nell'episodio Il grande giorno di This Is Us
  - Hank Azaria, per aver interpretato Ed Cochran nell'episodio Norman Saves The World di Ray Donovan
  - Brian Tyree Henry, per aver interpretato Ricky nell'episodio Memphis di This Is Us
  - Ben Mendelsohn, per aver interpretato Danny Rayburn nell'episodio Part 32 di Bloodline
  - Denis O'Hare, per aver interpretato Jessie nell'episodio La vigilia di Natale di This Is Us
  - BD Wong, per aver interpretato Whiterose nell'episodio Bomba logica di Mr. Robot

#### Miglior attrice guest star in una serie drammatica
- Alexis Bledel, per aver interpretato Ofglen nell'episodio Late di The Handmaid's Tale
  - Laverne Cox, per aver interpretato Sophia Burset nell'episodio Il Dottor Psycho di Orange Is the New Black
  - Ann Dowd, per aver interpretato Patti Levin nell'episodio L'uomo più potente del mondo e il suo gemello di The Leftovers
  - Shannon Purser, per aver interpretato Barb Holland nell'episodio Capitolo tre - Luci natalizie di Stranger Things
  - Cicely Tyson, per aver interpretato Ophelia Harkness nell'episodio Andate a piangere da un'altra parte di Le regole del delitto perfetto
  - Alison Wright, per aver interpretato Martha nell'episodio The Soviet Division di The Americans

#### Miglior attore guest star in una serie commedia
- Dave Chappelle, per la sua partecipazione al Saturday Night Live
  - Riz Ahmed, per aver interpretato Paul-Louis nell'episodio All I Ever Wanted di Girls
  - Tom Hanks, per la sua partecipazione al Saturday Night Live
  - Hugh Laurie, per aver interpretato Tom James nell'episodio Blurb di Veep
  - Lin-Manuel Miranda, per la sua partecipazione al Saturday Night Live
  - Matthew Rhys, per aver interpretato Chuck Palmer nell'episodio American Bitch di Girls

#### Miglior attrice guest star in una serie commedia
- Melissa McCarthy, per la sua partecipazione al Saturday Night Live
  - Becky Ann Baker, per aver interpretato Loreen Doring nell'episodio Gummies di Girls
  - Angela Bassett, per aver interpretato Catherine nell'episodio Thanksgiving di Master of None
  - Carrie Fisher, per aver interpretato Mia nell'episodio Episode 6 di Catastrophe
  - Wanda Sykes, per aver interpretato Daphne Lido nell'episodio Lemons di Black-ish
  - Kristen Wiig, per la sua partecipazione al Saturday Night Live

#### Miglior attore in un corto commedia o drammatico
- Kim Estes, per aver interpretato Amanda in Dicks (Vimeo)
  - Ty Burrell, per aver interpretato Ty in Boondoggle (ABCd/ABC.com)
  - John Michael Higgins, per aver interpretato Todd Crawford in Tween Fest (Go90/FunnyOrDie)
  - Jason Ritter, per aver interpretato Greg in Tales Of Titans (Go90/FunnyOrDie)
  - Ben Schwartz, per aver interpretato Josh Bath in The Earliest Show (FunnyOrDie)
  - Alan Tudyk, per aver interpretato Wray Nerely in Con Man (Comic-Con HQ)

#### Miglior attrice in un corto commedia o drammatico
- Jane Lynch, per aver interpretato Olivia Vanderstein in Dropping The Soap (Amazon)
  - Lauren Lapkus, per aver interpretato Samantha Newman in The Earliest Show (FunnyOrDie)
  - Kelsey Scott, per aver interpretato Sierra in Fear the Walking Dead: Passage (AMC.com)
  - Mindy Sterling, per aver interpretato Bobbie in Con Man (Comic-Con HQ)
  - Mindy Sterling, per aver interpretato Shirla in secs & EXECS (tellofilms.com)

#### Miglior doppiatore
- Seth MacFarlane, per aver doppiato Peter Griffin, Stewie Griffin, Brian Griffin e Glenn Quagmire nell'episodio The Boys in the Band de I Griffin
  - Dee Bradley Baker, per aver doppiato Klaus nell'episodio Fight And Flight di American Dad!
  - Nancy Cartwright, per aver doppiato Bart Simpson nell'episodio Looking for Mr. Goodbart de I Simpson
  - Mo Collins, per aver doppiato Ginny, Jimmy Fitzsimmons, Lex, Ben e Cutie Pie nell'episodio Prega contro il male di F Is for Family
  - Kevin Kline, per aver doppiato Mr. Fischoeder nell'episodio The Last Gingerbread House On The Left di Bob's Burgers
  - Kristen Schaal, per aver doppiato Sarah Lynn nell'episodio È troppo, amico! di BoJack Horseman

#### Miglior narratore
- Meryl Streep, per aver narrato la puntata The Price of Victory di Five Came Back
  - Laurence Fishburne, per aver narrato la puntata Homo Sapien 2.0 di Year Million
  - Ewan McGregor, per aver narrato Wild Scotland
  - Sam Neill, per aver narrato Wild New Zealand
  - Liev Schreiber, per aver narrato Muhammad Ali: Only One
  - Liev Schreiber, per aver narrato la prima puntata di UConn: The March To Madness

#### Miglior presentatore di un reality
- RuPaul Charles, per aver presentato RuPaul's Drag Race
  - Alec Baldwin, per aver presentato Match Game
  - W. Kamau Bell, per aver presentato United Shades of America
  - Heidi Klum e Tim Gunn, per aver presentato Project Runway
  - Gordon Ramsay, per aver presentato MasterChef Junior
  - Martha Stewart e Snoop Dogg, per aver presentato Martha & Snoop's Potluck Dinner Party

### Acconciature

#### Migliori acconciature per una serie single-camera
- Joy Zapata, Pavy Olivarez, Bruce Samia e Donna Anderson, per l'episodio Contrappasso di Westworld
  - Dee Corcoran, Catherine Argue, Jenny Readman, Ida Erickson e Zuelika Delaney, per l'episodio Revenge di Vikings
  - Sarah Hindsgaul ed Evelyn Roach, per l'episodio Capitolo due - La stramba di Maple Street di Stranger Things
  - Ivana Primorac e Amy Riley, per l'episodio Hyde Park Corner di The Crown
  - Luca Vanella, Alexis Continente, Sevlene Roddy, Joseph Whelan e Orla Carrol, per l'episodio Ebb Tide di Penny Dreadful

#### Migliori acconciature per una serie multi-camera o speciale
- Miia Kovero, Terry Baliel, Roxane Griffin, Lawrence Davis, Jill Crosby e Joy Zapata, per Hairspray Live!
  - Mary Guerrero, Kimi Messina, Gail Ryan, Derrick Spruill, Rene Vaca e Patricia Pineda, per la puntata A Night at the Movies di Dancing with the Stars
  - Jodi Mancuso, Jennifer Serio, Inga Thrasher, Joe Whitmeyer, Cara Hannah Sullivan e Christen Edwards, per la puntata con Dwayne Johnson del Saturday Night Live
  - Jerilynn Stephens, Meagan Herrera-Schaaf, Cory Rotenberg, Anna Maria Orzano, Stacey Morris e Darbie Wieczorek, per la puntata Live Playoffs, Night 1 di The Voice
  - Gabriel Villarreal e Hector Pocasangre, per la puntata Oh. My. Gaga! di RuPaul's Drag Race

#### Migliori acconciature per una miniserie o film
- Chris Clark, Ralph Michael Abalos, Wendy Southard e Helena Cepeda, per Feud: Bette and Joan
  - Michelle Ceglia, Valerie Jackson e Jose Zamora, per American Horror Story: Roanoke
  - Michelle Ceglia, Nickole C. Jones, Lona Vigi, Frances Mathias e Jocelyn Mulhern, per Big Little Lies
  - Chris Glimsdale, Penny Thompson, Judy Durbacz ed Eva Blanchard, per Fargo
  - Tash Lees, Fae Hammond, Adela Robova e Alex Rouse, per la puntata Einstein: Chapter One di Genius

### Casting

#### Miglior casting per una serie drammatica
- Carmen Cuba, Tara Feldstein Bennett e Chase Paris, per Stranger Things
  - Nina Gold e Robert Sterne, per The Crown
  - John Papsidera, per Westworld
  - Russell Scott, Sharon Bialy e Sherry Thomas, per The Handmaid's Tale
  - Bernard Telsey e Tiffany Little Canfield, per This Is Us

#### Miglior casting per una serie commedia
- Dorian Frankel e Sibby Kirchgessner, per Veep
  - Cody Beke e Teresa Razzauti, per Master of None
  - Eyde Belasco, per Transparent
  - Alexa L. Fogel, Tara Feldstein Bennett e Chase Paris, per Atlanta
  - Jeanne McCarthy, Nicole Abellera Hallman e Leslie Woo, per Silicon Valley

#### Miglior casting per una miniserie, film o speciale
- David Rubin, per Big Little Lies
  - Ellen Chenoweth, per The Wizard of Lies
  - Avy Kaufman e Sabrina Hyman, per The Night Of
  - Rachel Tenner, Jackie Lind e Stephanie Goran, per Fargo
  - Robert J. Ulrich ed Eric Dawson, per Feud: Bette and Joan

#### Miglior casting per un reality
- Sasha Alpert e Megan Sleeper, per Born This Way
  - Sasha Alpert, Alissa Haight Carlton e Jen DeMartino, per Project Runway
  - Michelle McNulty, Holly Dale e Courtney Burns, per The Voice
  - Doron Ofir, per RuPaul's Drag Race
  - Lynne Spiegel Spillman, per Survivor

### Colonna sonora

#### Miglior composizione musicale per una serie televisiva
- Jeff Beal, per l'episodio Chapter 63 di House of Cards
  - Rupert Gregson-Williams, per l'episodio Hyde Park Corner di The Crown
  - James Newton Howard, per l'episodio A Bad Beginning di Una serie di sfortunati eventi
  - Martin Phipps and Ruth Barrett, per l'episodio Doll 123 di Victoria
  - Max Richter, per l'episodio Episode 1 di Taboo
  - Jacob Shea and Jasha Klebe, per l'episodio Islands di Planet Earth II

#### Miglior composizione musicale per una miniserie, film o speciale
- Jeff Russo, per l'episodio Aporia di Fargo
  - Gary Lionelli, per l'episodio Part 3 di O.J.: Made In America
  - Rael Jones, per Suite Française
  - Patrick Jonsson, per The White Helmets
  - Mac Quayle, per l'episodio Pilot di Feud: Bette and Joan
  - Jeremy Turner, per l'episodio The Price of Victory di Five Came Back

#### Miglior direzione musicale
- Rickey Minor, per Taking The Stage: African American Music and Stories That Changed America
  - Michael Bearden, per lo spettacolo di metà gara del Super Bowl LI con Lady Gaga
  - David Lai, per Joshua Bell: Seasons Of Cuba (Live from Lincoln Center)
  - Bernard MacMahon, Duke Erikson, Jack White e T Bone Burnett, per American Epic (The American Epic Sessions)
  - Rickey Minor, per Stayin' Alive: A Grammy Salute to the Music of the Bee Gees
  - Tom Scott, per Tony Bennett Celebrates 90: The Best Is Yet To Come

#### Miglior supervisione musicale
- Susan Jacobs, per l'episodio You Get What You Need di Big Little Lies
  - Zach Cowie e Kerri Drootin, per l'episodio Amarsi un po di Master of None
  - Nora Felder, per l'episodio Capitolo due - La stramba di Maple Street di Stranger Things
  - Thomas Golubić, per l'episodio Sunk Costs di Better Call Saul
  - Manish Raval, Jonathan Leahy e Tom Wolfe, per l'episodio Goodbye Tour di Girls

#### Migliori musiche e testi originali
- Common, Robert Glasper e Karriem Rigginsper, il brano Letter To The Free di 13th
  - Eli Brueggemann, Chancelor Johnathan Bennett, Kenan Thompson e Will Stephen, per il brano Last Christmas della puntata con Casey Affleck del Saturday Night Live
  - Jonathan Kimmel e Gary Greenberg, per il brano Good People della puntata con Jessica Chastain, Willie Nelson e Hunter Hayes di Jimmy Kimmel Live
  - Jeff Richmond, Tina Fey e Sam Means, per il brano Hell No dell'episodio Kimmy’s Roommate Lemonades! di Unbreakable Kimmy Schmidt
  - Adam Schlesinger, Rachel Bloom e Jack Dolgen, per il brano We Tapped That Ass dell'episodio When Will Josh and His Friend Leave Me Alone? di Crazy Ex-Girlfriend
  - Christopher Willis, Darrick Bachman e Paul Rudish, per il brano Jing-A-Ling-A-Ling di Duck The Halls: A Mickey Mouse Christmas Special

#### Miglior tema musicale originale di una sigla
- Michael Stein e Kyle Dixon, per Stranger Things
  - John David Buckley, per The Good Fight
  - Ramin Djawadi, per Westworld
  - Martin Phipps, per Victoria
  - Mac Quayle, per Feud: Bette and Joan
  - Hans Zimmer e Lorne Balfe, per Genius

### Costumi

#### Migliori costumi per una serie, miniserie o film in costume o fantasy
- Michele Clapton, Alex Fordham, Emma O'Loughlin e Kate O'Farrell, per l'episodio Wolferton Splash di The Crown
  - Ane Crabtree e Sheena Wichary, per l'episodio Offred di The Handmaid's Tale
  - Lou Eyrich, Hannah Jacobs e Katie Saunders, per l'episodio And the Winner Is... (The Oscars of 1963) di Feud: Bette and Joan
  - Sonu Mishra, Martina Hejlová e Petia Krckova, per l'episodio Einstein: Chapter Seven di Genius
  - Trish Summerville, Lynda Foote e Jo Kissack Folsom, per l'episodio L'originale di Westworld

#### Migliori costumi per una serie, miniserie o film contemporanea
- Alix Friedberg, Risa Garcia e Patricia McLaughlin, per l'episodio You Get What You Need di Big Little Lies
  - Johanna Argan, Kemal Harris, Jessica Wenger e Steffany Bernstein-Pratt, per l'episodio Chapter 61 di House of Cards
  - Allyson B. Fanger, Heather Pain e Lori DeLapp, per l'episodio The Art Show di Grace and Frankie
  - Paolo Nieddu, Jennifer Salim e Mary Lane, per l'episodio Light in Darkness di Empire
  - Marie Schley, Hannah Schneider e Leslie Herman, per l'episodio To Sardines and Back di Transparent

#### Migliori costumi per un varietà, programma non-fiction o reality
- Zaldy Goco e Perry Meek, per la puntata Oh. My. Gaga! di RuPaul's Drag Race
  - Tom Broecker ed Eric Justian, per la puntata con Emily Blunt del Saturday Night Live
  - Daniela Gschwendtner, Steven Norman Lee, Polina Roytman, Karina Torrico e Howard Sussman, per la puntata Halloween Night di Dancing with the Stars
  - Amanda Needham, Jayme Hansen e Jordan Hamilton, per la puntata Carrie Dates a Hunk di Portlandia
  - Mary Vogt e Carolyn Dessert-Lauterio, per Hairspray Live!

### Effetti speciali

#### Migliori effetti speciali visivi
- Jay Worth, Elizabeth Castro, Joe Wehmeyer, Eric Levin-Hatz, Bobo Skipper, Gustav Ahren, Paul Ghezzo, Mitchell S. Drain e Michael Lantieri, per l'episodio Un nuovo inizio di Westworld
  - Lawson Deming, Cory Jamieson, Casi Blume, Nick Chamberlain, David Andrade, Bill Parker, Justin Fox e Danielle Malambri, per l'episodio Fallout di L'uomo nell'alto castello
  - Kevin Tod Haug, David Stump, Jeremy Ball, Bernice Charlotte Howes, Jessica Smith, Josh Carlton, Pierre Buffin, James Cooper e Aymeric Perceval, per l'episodio The Bone Orchard di American Gods
  - Erik Henry, Terron Pratt, Ashley J. Ward, Kevin Rafferty, Paul Dimmer, Yafei Wu, Martin Lipmann, Nicklas Andersson e David Wahlberg, per l'episodio XXIX di Black Sails
  - Dominic Remane, Michael Borrett, Bill Halliday, Paul Wishart, Ovidiu Cinazan, Jim Maxwell, Kiernan McKay, Isabelle Alles e Tom Morrison, per l'episodio On the Eve di Vikings

#### Migliori effetti speciali visivi di supporto
- Thomas Mahoney, Matthew Wheelon Hunt, Alex Gitler, Sina San, Michael Capton, Jon Anastasiades, Ryan Bauer, Mark Anthony Nazal e Randy Little, per l'episodio Heavydirtysoul di Gotham
  - Henry Badgett, Tracy McCreary, Angela Barson, Lucy Ainsworth-Taylor, Nic Birmingham, Simon Rowe, Alexander Kirichenko, Finlay Duncan e Colin Gorry, per l'episodio Episode 1 di Taboo
  - Eric Durst, Lenka Líkařová, Viktor Muller, Marek Ruth, Tomáš Kalhous, Lukáš Herrmann, Pavel Kolář, Petr Hastík e Vit Komrzý, per l'episodio Einstein: Chapter One di Genius
  - Brendan Taylor, Stephen Lebed, Leo Bovell, Martin O'Brien, Winston Lee, Kelly Knauff, Zach Dembinski, Mike Suta e Cameron Kerr, per l'episodio Birth Day di The Handmaid's Tale
  - Ben Turner, Tom Debenham, Standish Millennas, Kim Phelan, Oliver Cubbage, Lionel Heath, Charlie Bennet, Stephen Smith e Carmine Agnone, per l'episodio Windsor di The Crown

### Fotografia

#### Miglior fotografia per una serie single-camera con episodi di oltre 30 minuti
- Colin Watkinson, per l'episodio Offred di The Handmaid's Tale
  - Paul Cameron, per l'episodio L'originale di Westworld
  - Tod Campbell, per gli episodi Il controllo e Il controllo è un'illusione di Mr. Robot
  - Adriano Goldman, per l'episodio Smoke and Mirrors di The Crown
  - James Hawkinson, per l'episodio Fallout di L'uomo nell'alto castello
  - Tim Ives, per l'episodio Capitolo otto - Il sottosopra di Stranger Things
  - John Troll, per l'episodio Obligate Mutualisms di Sense8

#### Miglior fotografia per una serie single-camera con episodi fino a 30 minuti
- David Miller, per l'episodio Qatar di Veep
  - Tobias Datum, per l'episodio Now I Will Sing di Mozart in the Jungle
  - Jim Frohna, per l'episodio If I Were A Bell di Transparent
  - Reed Morano, per l'episodio Pilot di Divorce
  - Tim Suhrstedt, per l'episodio Success Failure di Silicon Valley
  - Rodney Taylor, per l'episodio Game Day di Ballers

#### Miglior fotografia per una serie multi-camera
- Donald A. Morgan, per l'episodio Easy Come, Easy Go di The Ranch
  - Gary Baum, per l'episodio Crime Time di Superior Donuts
  - Joseph Wilmond Calloway, per l'episodio The Legend Of Bad", "Bad Cleo Brown di K.C. Undercover
  - Christian La Fountaine, per l'episodio And the Planes, Fingers and Automobiles di 2 Broke Girls

#### Miglior fotografia per una miniserie o film
- Fred Elmes, per l'episodio Ordinary Death di The Night Of
  - Yves Bélanger, per l'episodio You Get What You Need di Big Little Lies
  - Luca Bigazzi, per l'episodio Episode 1 di The Young Pope
  - Dana Gonzales, per l'episodio The Law of Vacant Places di Fargo
  - Seamus McGarvey, per l'episodio Nosedive di Black Mirror

#### Miglior fotografia per un programma non-fiction
- Mark MacEwen, Max Hug Williams, Jonathan Jones, Mateo Willis, Richard Wollocombe, Pete McCowen, Warwick Sloss, Paul Stewart, Derek Frankowski, John Shier e Tom Fitz, per la puntata Islands di Planet Earth II
  - John Aitchison, Rob Whitworth, Kevin Flay, Mark MacEwen, Gordon Buchanan, Gavin Thurston, Mateo Willis, Michael Kelem, Mark Smith e Sandesh Kadur, per la puntata Cities di Planet Earth II
  - Will Basanta, per la puntata Virgilio Martinez di Chef's Table
  - Hans Charles e Kira Kelly, per 13th
  - Nick Higgins, per la puntata Part 4 di O.J.: Made In America
  - Todd Liebler e Zach Zamboni, per la puntata Rome di Anthony Bourdain: Parts Unknown

#### Miglior fotografia per un reality
- Bruce Ready, per la puntata Rough Waters di Born This Way
  - Mike Cheeseman, John Griber, Simeon Houtman, Terry Pratt, Danny Day e Ben Mullin, per la puntata Loaded di Life Below Zero
  - David Reichert, Dave Arnold, Kelvon Agee, Josh Thomas e Todd Stanley, per la puntata Uncharted Territory di Deadliest Catch 
  - Peter Rieveschl, Alan Weeks, Petr Cikhart, Ryan O'Donnell e Joshua Gitersonke, per la puntata Bucket List Type Stuff di The Amazing Race
  - Marc Bennett, James Boon, Paulo Castillo, Rodney Chauvin, Luke Cormack, Lee Doig, Russ Fill, Ben Gamble, Kevin Garrison, Ryan Goddard, Derek Hoffmann, Matthais Hoffmann, Toby Hogan, Efrain "Mofi" Laguna, Ian Miller, Jo Oosthuizen, Paul Peddinghaus, Thomas Pretorius, Jeff Phillips, Louis Powell, Dirk Steyn, Peter Wery, Nico Nyoni, Erick Sarimento, David Arnold, Mark Hryma e Scott Duncan, per la puntata The Stakes Have Been Raised di Survivor

### Illuminazione

#### Miglior illuminazione per un varietà
- Simon Miles, Matthew Cotter, Suzanne Sotelo e Matt McAdam, per la puntata Cirque Du Soleil Night di Dancing with the Stars
  - Noah Mitz, Ryan Tanker, Mike Berger, Andrew Webberley e Matthew Benson, per la puntata 11x20 di America's Got Talent
  - Phil Hymes, Geoff Amoral e Rick McGuinness, per la puntata con Jimmy Fallon del Saturday Night Live
  - Robert Barnhart, Matt Firestone, Patrick Boozer e Pete Radice, per la puntata Season 13 Finale di So You Think You Can Dance
  - Oscar Dominguez, Sam Barker, Daniel Boland e Johnny Bradley, per la puntata Live Finale (Part 2) di The Voice

#### Miglior illuminazione per uno speciale varietà
- Robert Barnhart, David Grill, Pete Radice, Jason Rudolph, per lo spettacolo di metà gara del Super Bowl LI con Lady Gaga
  - Robert A. Dickinson, Noah Mitz, Andy O'Reilly, Patrick Boozer e Ryan Tanker, per la 59ª cerimonia dei Grammy Awards
  - Robert A. Dickinson, Ed McCarthy, Noah Mitz, Harry Sangmeister e Ted Wells, per la 70ª cerimonia dei Tony Awards
  - Allen Branton, Felix Peralta, Kevin Lawson, Darren Langer e Kirk J. Miller, per Hairspray Live!
  - Robert A. Dickinson, Travis Hagenbuch, Mike Berger, Andy O'Reilly e Patrick Boozer, per la cerimonia dei premi Oscar 2017

### Montaggio

#### Montaggio video

##### Miglior montaggio video per una serie drammatica single-camera
- Dean Zimmerman, per l'episodio Capitolo primo - La scomparsa di Will Byers di Stranger Things
  - Kelley Dixon e Skip Macdonald, per l'episodio Witness di Better Call Saul
  - Skip Macdonald, per l'episodio Chicanery di Better Call Saul
  - Kevin D. Ross, per l'episodio Capitolo sette - La vasca da bagno di Stranger Things
  - Andrew Seklir, per l'episodio Un nuovo inizio di Westworld

##### Miglior montaggio video per una serie commedia single-camera
- Jennifer Lilly, per l'episodio The Thief di Master of None
  - Eric Kissack, per l'episodio Groundbreaking di Veep
  - Brian Merken, per l'episodio Server Error di Silicon Valley
  - Roger Nygard e Gennady Fridman, per l'episodio Chicklet di Veep
  - Tim Roche, per l'episodio Success Failure di Silicon Valley

##### Miglior montaggio video per una serie commedia multi-camera
- Peter Chakos, per l'episodio The Holiday Summation di The Big Bang Theory
  - Pat Barnett, per l'episodio A Snowman's Tale di One Day at a Time
  - Joe Bella, per l'episodio Bad Hand and British Royalty di Mom
  - Chris Poulos, per l'episodio And the Planes, Fingers and Automobiles di 2 Broke Girls
  - Kris Trexler, per l'episodio Trick or Treat di Last Man Standing

##### Miglior montaggio video per una miniserie o film single-camera
- Jay Cassidy e Nick Houy, per l'episodio The Beach di The Night Of
  - Veronique Barbe, David Berman, Justin LaChance, Maxime Lahaie, Sylvain Lebel e Jim Vega, per l'episodio You Get What You Need di Big Little Lies
  - Regis Kimble, per l'episodio The Law of Vacant Places di Fargo
  - Curtis Thurber, per l'episodio The Narrow Escape Problem di Fargo
  - Henk Van Eeghen, per l'episodio Aporia di Fargo

##### Miglior montaggio video per un varietà
- Ryan Barger, per il segmento Stoplight di Last Week Tonight with John Oliver
  - Robert James Ashe, David Grecu, Meaghan Wilbur e Christopher P. Heller, per la puntata Conan in Berlin di Conan
  - Adam Epstein, per il segmento Kellyanne Conway del Saturday Night Live
  - Anthony Miale, per il segmento F**ck 2016 di Last Week Tonight with John Oliver
  - Aaron Morris, per la puntata Bar Fights di Drunk History

##### Miglior montaggio video per un programma non-fiction
- Bret Granato, Maya Mumma e Ben Sozanski, per O.J.: Made In America
  - Spencer Averick, per 13th
  - Paul Crowder, per The Beatles: Eight Days a Week
  - Dave Pearce, per la puntata Cities di Planet Earth II
  - Matt Meech, per la puntata Islands di Planet Earth II
  - Joe Langford, Richard Lowe e Denny Thomas, per la puntata Assad's Syria/Cost of Climate Change di Vice

##### Miglior montaggio video per un reality competitivo o strutturato
- Jamie Martin, John Lim e Michael Roha, per la puntata Oh. My. Gaga! di RuPaul's Drag Race
  - Julian Gomez, Ryan Leamy, Jennifer Nelson, Paul C. Nielsen, Eric Beetner, Tori Rodman e Katherine Griffin, per la puntata We're Only Doing Freaky Stuff Today di The Amazing Race
  - Lisa Trulli, Eileen Finkelstein, Donald Bull, Julie Cohen e Darren Hallihan, per la puntata An Unconventional Launch Party di Project Runway
  - Adrienne Salisbury, Darren Hallihan, Jensen Neil Rufe, Ryan Anthony Mallick e Scott Austin Hahn, per la puntata Finale, Part 2 di Project Runway
  - David R. Finkelstein, Ed Martinez, Tom McGah, Andrew Oliver, Nick Staller, Matt Stevenson e Joel Watson, per la puntata 8x01 di Shark Tank
  - Mike Greer, Chad Bertalotto, Tim Atzinger, Evan Meduich, David Armstrong, James Ciccarello e Jacob Teixeira, per la puntata About to Have a Rumble di Survivor

##### Miglior montaggio video per un reality non strutturato
- Ian Richardson, Tony Diaz, Eric Michael Schrader e Matt Mercer, per la puntata River Of Rage di Life Below Zero
  - Jarrod Burt, Jacob Lane, Stephanie Lyra, M'Daya Meliani, Paul Cross, Dave McIntosh e Ryan Rambach, per la puntata Dream Come True di Born This Way
  - Peggy Tachdjian, Tonya Noll, Jacob Lane e Jarrod Burt, per la puntata Oh Baby! di Born This Way
  - Daysha M. Broadway, Dan Zimmerman, Jacob Lane, Jarrod Burt, M'Daya Meliani e Ryan Rambach, per la puntata The Times They Are A'Changin di Born This Way
  - Josh Earl, Rob Butler, Nathen Araiza e Ben Bulatao, per la puntata Uncharted Territory di Deadliest Catch

#### Montaggio audio

##### Miglior montaggio audio per una serie televisiva
- Bradley North, Craig Henighan, Jordan Wilby, Jonathan Golodner, Tiffany S. Griffth, Sam Munoz, David Klotz, Noel Vought e Ginger Geary, per l'episodio Capitolo otto - Il sottosopra di Stranger Things
  - Benjamin Cook, Stefan Henrix, Mike Szakmeister, Shaugnessy Hare, Tim Tuchrello, Brett Voss, Michael Baber, Jeffrey Wilhoit e Dylan Tuomy-Wilhoit, per l'episodio XXXVII di Black Sails
  - George Haddad, Chad J. Hughes, Dale Chaloukian, David Barbee, Julie Altus, Ashley Revell, Joey Sabella e Joanie Rowe, per l'episodio Destiny Calling di Gotham
  - Craig A. Dellinger, Ryne Gierke, Eric Raber, Shawn Kennelly, Jeff Charbonneau, Melissa Kennelly e Vince Nicastro, per l'episodio L'America prima di tutto di Homeland
  - Thomas E. deGorter, MPSE, Matthew Sawelson, MPSE, Brian Armstrong, Fred Paragano, Mark Allen, Marc Glassman, Sebastian Visconti, Geordy Sincavage, Michael Head, Christopher Kaller, Rick Owens e Tara Blume Norton, per l'episodio Un nuovo inizio di Westworld

##### Miglior montaggio audio per una miniserie, film o speciale
- Renbeck, Marissa Littlefield, Steve Visscher, Ruth Hernandez, Sara Stern, Luciano Vignola, Odin Benitez, Ruy Garcia, Wyatt Sprague, Warren Shaw, Roland Vajs, Heather Gross, Dan Evans Farkas, Grant Conway e Marko Costanzo, per l'episodio Subtle Beast di The Night Of
  - Gary Megregian, Steve M. Stuhr, Jason Krane, Timothy A. Cleveland, Paul Diller, David Klotz e Noel Vought, per l'episodio Chapter 1 di American Horror Story: Roanoke
  - Nick Forshager, Joe Bracciale, Martin Gwynn Jones, Brent Pickett, Claire Dobson, Robert Bertola, Alex Bullick, Tyler Whitham, Matt Decker e John Elliot, per l'episodio Who Rules The Land Of Denial? di Fargo
  - Daniel Pagan, Erich Gann, Arielle McGrail, Bill Bell, Nicholas Fitzgerald, Tim Chilton e Jill Sanders, per l'episodio Einstein: Chapter One di Genius
  - Douglas Sinclair, Jon Salmon-Joyce, Stuart McCowan, Paul McFadden, Howard Bargroff, Nathan Palmer, Jamie Talbutt, Rael Jones e Sue Harding, per l'episodio Il detective morente di Sherlock

##### Miglior montaggio audio per un programma non-fiction
- Jon Michaels, Harrison Meyle, Dan Kenyon, Will Digby e Melissa Muik, per The Beatles: Eight Days a Week
  - Tim Boggs, Alex Lee, Julie Pierce e Lise Richardson, per 13th
  - Benny Mouthon, per la puntata Hanoi di Anthony Bourdain: Parts Unknown
  - David Crocco e Rolando Nadal, per la puntata Golden Era di Leah Remini: Scientology and the Aftermath
  - Kate Hopkins e Tim Owens, per la puntata Cities di Planet Earth II

#### Missaggio

##### Miglior missaggio per una serie commedia o drammatica con episodi di oltre 30 minuti
- Keith Rogers, Scott Weber, Roger Stevenson e Kyle O'Neal, per l'episodio Un nuovo inizio di Westworld
  - Larry Benjamin, Kevin Valentine e Philip W. Palmer, per l'episodio Witness di Better Call Saul
  - Nathan Nance, Scott R. Lewis e Lorenzo Milan, per l'episodio Chapter 53 di House of Cards
  - John W. Cook II, Bill Freesh, William Sarokin e Paul Drenning, per l'episodio Procedimento nascosto di Mr. Robot
  - Joe Barnett, Adam Jenkins, Chris Durfy e Bill Higley, per l'episodio Capitolo otto - Il sottosopra di Stranger Things

##### Miglior missaggio per una miniserie o film
- Nicholas Renbeck, Michael Barry, Felix Andrew e Larry Hoff, per l'episodio The Beach di The Night Of
  - Gavin Fernandes, Louis Gignac e Brendan Beebe, per l'episodio You Get What You Need di Big Little Lies
  - Martin Lee, Kirk Lynds, Michael Playfair e Michael Perftt, per l'episodio Who Rules the Land of Denial? di Fargo
  - Bob Bronow, Mark Hensley e Petr Forejt, per l'episodio Einstein: Chapter One di Genius
  - Howard Bargroff, John Mooney, Peter Gleaves e Nick Wollage, per l'episodio Il detective morente di Sherlock

##### Miglior missaggio per una serie commedia o drammatica con episodi fino a 30 minuti o d'animazione
- Andy D'Addario, Gary Gegan e Marco Fiumara, per l'episodio Now I Will Sing di Mozart in the Jungle
  - Joshua Berger e Michael Barosky, per l'episodio The Dinner Party di Master of None
  - Dean Okrand, Brian R. Harman e Stephen A. Tibbo, per l'episodio Il tiro decisivo di Modern Family
  - Elmo Ponsdomenech, Todd Beckett e Ben Patrick, per l'episodio Intellectual Property di Silicon Valley
  - John W. Cook II, Bill Freesh e Bill MacPherson, per l'episodio Omaha di Veep

##### Miglior missaggio per un varietà o speciale
- Al Centrella, Susan Pelino, Jay Vicari, Dave Natale, Erik Von Ranson e Simon Welch, per 2017 Rock and Roll Hall of Fame Induction Ceremony
- Josh Morton, Thomas Holmes, Mikael Stewart, Eric Schilling, John Harris, Ron Reaves, Thomas Pesa, Michael Parker, Eric Johnston, Pablo Munguia e Bob LaMasney, per la 59ª cerimonia dei Grammy Awards 
  - Steve Watson, Charlie Jones, Steve Lettie e Jonathan Herrera, per la puntata Sub-Prime Auto Loans di Last Week Tonight with John Oliver
  - Kristian Pedregon, Paul Sandweiss, Tommy Vicari, Pablo Munguia, Pat Baltzell, Michael Parker, Bob LaMasney, John Perez, Tom Pesa e Brian Flanzbaum, per la cerimonia dei premi Oscar 2017
  - Paul Sandweiss, Christian Schrader, Alex Guessard, Simon Higgs, Tom Pesa, Paul Ramsay, Pablo Munguia e Andre Bowman, per lo spettacolo di metà gara del Super Bowl LI con Lady Gaga
  - Ryan Young, Brian Riordan, Michael Abbott, Eric White, Tim Hatayama, Randy Faustino, Kenyata Westbrook, Sterling Cross, Robert P. Matthews Jr., John Koster, Andrew Fletcher, Christian Schrader, Carlos Torres, William Dietzman e Michael Bernard, per l'episodio Finale di The Voice

##### Miglior missaggio per un programma non-fiction
- Chris Jenkins, Cameron Frankley, Nathan Evans e Sam O'Kell, per The Beatles: Eight Days a Week
  - Jeffrey Perkins, per 13th
  - Brian Bracken, per la puntata Rome di Anthony Bourdain: Parts Unknown
  - Keith Hodne ed Eric Di Stefano, per la puntata Part 2 di O.J.: Made In America
  - Graham Wild, per la puntata Cities di Planet Earth II

### Regia

#### Miglior regia per uno speciale varietà
- Glenn Weiss, per la cerimonia dei premi Oscar 2017
  - Jerry Foley, per Tony Bennett Celebrates 90: The Best Is Yet to Come
  - Jim Hoskinson, per Stephen Colbert's Live Election Night Democracy's Series Finale: Who's Going To Clean Up This Sh**t?
  - Paul Pennolino, per Full Frontal with Samantha Bee Presents Not The White House Correspondents' Dinner

#### Miglior regia per un programma non-fiction
- Ezra Edelman, per la puntata Part 3 di O.J.: Made in America
  - Alexis Bloom e Fisher Stevens, per Bright Lights: Starring Carrie Fisher and Debbie Reynolds
  - Fredi Devas, per la puntata Cities di Planet Earth II
  - Ava DuVernay, per 13th
  - Elizabeth White, per la puntata Islands di Planet Earth II

### Riprese

#### Miglior direzione tecnica, operazioni di ripresa e controllo video per una serie televisiva
- Steven Cimino, John Pinto, Paul Cangialosi, Len Wechsler, Eric Eisenstein, Dave Driscoll, Susan Noll, Frank Grisanti, Jeff Latonero, Ann Bergstrom e Randy Bittle, per la puntata con Jimmy Fallon del Saturday Night Live
  - John D. O'Brien, John Pierre Dechene, Richard G. Price, James L. Hitchcock, Brian Wayne Armstrong e Nick Gomez, per l'episodio The Locomotion Reverberation di The Big Bang Theory
  - Charles Cuip, Chris Hill, Ed Moore, Brian Reason, Ron Lehman, Nathanial Havholm, Bettina Levesque, Bert Atkinson, Daryl Studebaker, Adam Margolis, Damien Tuffereau, Andy Waruszewski, Mike Malone, Mike Carr, Rob Palmer, Keith Dicker, Freddy Frederick, Ed Horton e Helena Jackson, per la puntata 23x11A di Dancing with the Stars
  - Dave Saretsky, Augie Yuson, Dante Pagano, John Harrison, Rob Balton, Jeff Latonero e Jerry Cancel, per la puntata Gerrymandering di Last Week Tonight with John Oliver
  - Allan Wells, Terrance Ho, Diane Biederbeck, Danny Bonilla, Suzanne Ebner, Gudio Frenzel, Alex Hernandez, Dave Hilmer, Marc Hunter, Scott Hylton, Katherine Iacofono, Scott Kaye, Ron Lehman, Steve Martynuk, John Perry, Jofre Rosero e Steve Simmons, per la puntata Live Finale (Part 2) di The Voice

#### Miglior direzione tecnica, operazioni di ripresa e controllo video per una miniserie, film o speciale
- Charles Ciup, Billy Steinberg, Chris Hill, Bert Atkinson, Randy Gomez, Nathanial Havholm, Ron Lehman, Bettina Levesque, Dave Levisohn, Tore Livia, Mike Malone, Adam Margolis, Rob Palmer, Brian Reason, Damien Tuffereau e Andrew Waruszewski, per Hairspray Live!
  - Eric Becker, Mike Anderson, J.M. Hurley, Ka Lai Wong, Rob Balton, Bob Del Russo, Charlie Huntley, Ernie Jew, Jay Kulick, Tore Livia, John Meiklejohn, Lyn Noland, Jimmy O'Donnell, Mark Whitman, Shaun Harkins, Jim Tufaro e Joe DeBonis, per la 70ª cerimonia dei Tony Awards
  - Oleg Sekulovski, Taylor Campanian, Jordan Harriman, Scott Acosta, Joel Binger, Scott Daniels, Joshua Gitersonke, Peter Hutchison, Scott Kaye, Mark McIntire, Ed Nelson e James Velarde, per Carpool Karaoke Primetime Special 2017
  - Eric Becker, Kenneth Shapiro, John Pritchett, Guy Jones, Terrance Ho, Keith Winikoff, Robert Del Russo, David Eastwood, Ralph Bolton, Jr., David Carline, Jay Kulick, Dan Webb, Shaun Harkins, Garrett Hurt, Toré Livia, Allen Merriweather, Lyn Noland, Fred Frederick, Jr., George Prince, Mark Whitman, Rob Balton, Danny Bonilla, Rob Palmer, David Plakos, Easter Xua e Devin Atwood, per la cerimonia dei premi Oscar 2017
  - Rod Wardell, Eric Becker, Guy P. Jones, Rob Levy, Stephen Dressman, Brian Neher, Steven Leotta, Jimmy Lucas, Lyn Noland, Jay Kulick, Robert Delrusso, Robert Balton, Kevin French, Jofre Rosero, Tore Livia, Mark Whitman, Vinnie Scaffidi, Ed Horton, Dave Levisohn, Phil Jaques, Buzz Schwing, Jeff Cuales, Mike Dranes, Dan Gibbons e Dave Elendt, per lo spettacolo di metà gara del Super Bowl LI con Lady Gaga

### Sceneggiatura

#### Miglior sceneggiatura per uno speciale varietà
- Samantha Bee, Jo Miller, Ashley Nicole Black, Pat Cassels, Eric Drysdale, Mathan Erhardt, Travon Free, Joe Grossman, Miles Kahn e Melinda Taub, per Full Frontal with Samantha Bee Presents Not The White House Correspondents' Dinner
  - Dave Boone, Mike Gibbons, Lauren Greenberg, Ian Karmel, Ben Winston e Justin Shanes, per la 70ª cerimonia dei Tony Awards
  - Louis C.K., per Louis C.K.: 2017
  - Jay Katsir, Opus Moreschi, Stephen Colbert, Michael Brumm, Nate Charny, Aaron Cohen, Cullen Crawford, Paul Dinello, Rob Dubbin, Ariel Dumas, Glenn Eichler, Django Gold, Gabe Gronli, Barry Julien, Daniel Kibblesmith, Matt Lappin, Michael Pielocik, Tom Purcell, Kate Sidley, Jen Spyra, Brian Stack e John Thibodeaux, per Stephen Colbert's Live Election Night Democracy's Series Finale: Who's Going To Clean Up This Sh**t?
  - Sarah Silverman, per Sarah Silverman: A Speck of Dust

#### Miglior sceneggiatura per un programma non-fiction
- Ava DuVernay e Spencer Averick, per 13th
  - Matthew Hamachek e Brian McGinn, per Amanda Knox
  - Anthony Bourdain, per la puntata Houston di Anthony Bourdain: Parts Unknown
  - Mark Monroe, per The Beatles: Eight Days a Week
  - Prashanth Venkataramanujam, CeCe Pleasants, Sanden Totten, Mike Drucker, Flora Lichtman, per la puntata The Sexual Spectrum di Bill Nye Saves the World

### Scenografia

#### Miglior scenografia per una serie contemporanea o fantasy
- Julie Berghoff (scenografa), Evan Webber (direttore artistico) e Sophie Neudorfer (decoratrice di set), per l'episodio Offred di The Handmaid's Tale
  - Nathan Crowley (scenografo), Naaman Marshall (direttore artistico) e Julie Ochipinti (decoratrice di set), per l'episodio L'originale di Westworld
  - Ludovica Ferrario (scenografa), Alexandro Maria Santucci (direttore artistico) e Laura Casalini (decoratrice di set), per The Young Pope
  - Zack Grobler (scenografo), Steve Christensen (direttore artistico) e Julie Ochipinti (decoratrice di set), per l'episodio Un nuovo inizio di Westworld
  - Jonathan McKinstry (scenografo), Jo Riddell (direttore artistico) e Philip Murphy (decoratore di set), per gli episodi Perpetual Night e The Blessed Dark di Penny Dreadful

#### Miglior scenografia per una serie in costume
- Martin Childs (scenografo), Mark Raggett (direttore artistico) e Celia Bobak (decoratrice di set), per l'episodio Smoke and Mirrors di The Crown
  - Judy Becker (scenografa), Jamie McCall (direttore artistico) e Florencia Martin (decoratrice di set), per Feud: Bette and Joan
  - Drew Boughton (scenografo), Dawn Swiderski (direttore artistico) e Jon Lancaster (decoratore di set), per l'episodio The Tiger's Cave di L'uomo nell'alto castello
  - Elizabeth H. Gray (scenografa), Samantha Englender (direttore artistico) e Halina Siwolop (decoratrice di set), per gli episodi Freefall, Inventory e The Pleasure Protocol di Masters of Sex
  - Chris Trujillo (scenografo), William Davis (direttore artistico) e Jess Royal (decoratrice di set), per l'episodio Capitolo primo - La scomparsa di Will Byers di Stranger Things

#### Miglior scenografia per una serie con episodi fino a 30 minuti
- Jim Gloster (scenografo), Andrew Leitch (direttore artistico) e Kimberly Wannop (decoratrice di set), per l'episodio Omaha di Veep
  - Devorah Herbert (scenografa), Ben Edelberg (direttore artistico) e Christopher Carlson (decoratore di set), per gli episodi The Burglary e The Gun di Grace and Frankie
  - Tommaso Ortino (scenografo), Susanna Codognato (direttore artistico) e Letizia Santucci (decoratrice di set), per l'episodio Now I Will Sing di Mozart in the Jungle
  - John Shaffner (scenografo), Françoise Cherry-Cohen (direttore artistico) e Ann Shea (decoratrice di set), per l'episodio The Dependence Transcendence di The Big Bang Theory
  - Cat Smith (scenografa), Macie Vener (direttore artistico) e Dea Johnson (decoratrice di set), per l'episodio If I Were A Bell di Transparent
  - Richard Toyon (scenografo), Jaclyn Hauser (direttore artistico) e Jennifer Mueller (decoratrice di set), per gli episodi Success Failure, Terms of Service e Hooli-Con di Silicon Valley

#### Miglior scenografia per un programma non-fiction, varietà o reality
- Eugene Lee (scenografo), Akira Yoshimura (scenografo), Keith Ian Raywood (scenografo) e N. Joseph DeTullio (scenografo), per la puntata con Alec Baldwin del Saturday Night Live
  - Chloe Arbiture (scenografa), Monica Soto (direttore artistico) e Rae Deslich (decoratrice di set), per la puntata Hamilton di Drunk History
  - James Pearse Connelly (scenografo), Lydia Smyth (direttore artistico) e Stephanie Hines Trigg (decoratrice di set), per la puntata Earth is a Hot Mess di Bill Nye Saves The World
  - Anton Goss (scenografo), James Pearse Connelly (scenografo), Zeya Maurer (direttore artistico), Brittany MacWhorter (direttore artistico) e Stephanie Hines (decoratrice di set), per la puntata Live Finale (Part 1) di The Voice
  - Schuyler Telleen (scenografa) e Katherine Isom (decoratrice di set), per la puntata Fred's Cell Phone Company di Portlandia

#### Miglior scenografia per uno speciale non-fiction, varietà o cerimonia di premiazione
- Derek McLane (scenografo), Joe Celli (direttore artistico) e Jason Howard (decoratore di set), per Hairspray Live!
  - Derek McLane (scenografo) e Alana Billingsley (direttore artistico), per la cerimonia dei premi Oscar 2017
  - Bruce Rodgers (scenografo), LeRoy Bennett (scenografo), Shelley Rodgers (direttore artistico) e Lindsey Breslauer (direttore artistico), per lo spettacolo di metà gara del Super Bowl LI con Lady Gaga
  - Brian Stonestreet (scenografo) e John Zuiker (direttore artistico), per la 74ª cerimonia dei Golden Globe
  - John Yeck (scenografo), per Full Frontal with Samantha Bee Presents Not the White House Correspondents' Dinner

### Sigle e grafiche in movimento

#### Miglior design di una sigla
- Michelle Dougherty, Peter Frankfurt, Arisu Kashiwagi e Eric Demeusy, per Stranger Things
  - Patrick Clair, Raoul Marks, Devin Maurer e Jeff Han, per American Gods
  - Patrick Clair, Raoul Marks, Javier Leon Carrillo e Jeff Han, per The Crown
  - Ryan Murphy, Alexis Martin Woodall, Kyle Cooper, Nadia Tzuo e Margherita Premuroso, per Feud: Bette and Joan
  - Patrick Clair, Raoul Marks, Yongsub Song, Felix Soletic, Jessica Hurst e Jose Limon, per Westorld

### Stunt

#### Miglior coordinamento stunt per una serie drammatica, miniserie o film
- James Lew, per Marvel's Luke Cage
  - Norman Douglass, per Gotham
  - Cort L. Hessler III, per The Blacklist
  - Christopher Place, per Blindspot
  - Jeff Wolfe, per MacGyver

#### Miglior coordinamento stunt per una serie commedia o varietà
- Eddie Perez, per Shameless
  - Jill Brown, per Unbreakable Kimmy Schmidt
  - Norman Howell, per Brooklyn Nine-Nine
  - Brian Smyj, per Saturday Night Live
  - Erik Marshall Solky, per Angie Tribeca

### Trucco

#### Miglior trucco per una serie single-camera (non prostetico)
- Christien Tinsley, Myriam Arougheti, Gerald Quist, Lydia Milars e Ed French, per l'episodio L'originale di Westworld
  - Zoe Hay, Heather Plott, Elizabeth Hoel-Chang, Judith Lynn Staats e John Damiani, per l'episodio Promesse di matrimonio di This Is Us
  - Enzo Mastrantonio, Clare Lambe, Caterina Sisto, Lorraine McCrann e Morna Ferguson, per l'episodio Perpetual Night di Penny Dreadful
  - Tom McInerney, Katie Derwin, Ciara Scanell e Lizzanne Procter, per l'episodio All His Angels di Vikings
  - Myke Michaels e Teresa Vest, per l'episodio Capitolo sei - Il mostro di Stranger Things

#### Miglior trucco per una serie multi-camera o speciale (non prostetico)
- Louie Zakarian, Amy Tagliamonti, Jason Milani, Daniela Zivcovic, Rachel Pagani e Andrew Sotomeyer, per la puntata con Alec Baldwin del Saturday Night Live
  - Jennifer Aspinall, Scott G. Wheeler, David Williams, James Rohland e Ned Niedhardt, per la puntata Episode #1.4 di MADtv
  - Darcy Gilmore, Kristene Bernard, Thea Samuels, Gina Ghiglieri, Diane Mayo e Jackie Dobbie, per la puntata Live Playoffs, Night 1 di The Voice
  - Melanie Hughes-Weaver, Judy Yonemoto, Jill Cady, Julie Socash, Shutchai Tym Buacharern e Angela Moos, per Hairspray Live!
  - David Petruschin, per la puntata Oh. My. Gaga! di RuPaul's Drag Race
  - Zena Shteysel, Angela Moos, Julie Socash, Patti-Ramsey Bortoli, Sara Woolf e Donna Bard, per la puntata Halloween Night di Dancing with the Stars

#### Miglior trucco per una miniserie o film (non prostetico)
- Eryn Krueger Mekash, Robin Beauschense, Tym Buacharern, Kim Ayers, Becky Cotton e David Williams, per Feud: Bette and Joan
  - Steve Artmont, Nicole Artmont, Angela Levin, Molly R Stern e Claudia Humburg, per Big Little Lies
  - Kim Ayers, Mike Mekash, Eryn Krueger Mekash, Silvina Knight, Carleigh Herbert e Luis Garcia, per American Horror Story: Roanoke
  - Gail Kennedy, Joanne Preece, Amanda Rye e Danielle Hanson, per Fargo
  - Davina Lamont, per Genius

#### Miglior trucco prostetico per una serie, miniserie, film o speciale
- Eryn Krueger Mekash, Michael Mekash, David Leroy Anderson, James Mackinnon, Jason Hamer, Melanie Eichner, Cristina Himiob e Maiko Chiba, per American Horror Story: Roanoke
  - Nick Dudman, Sarita Allison, Barney Nikolic e Dennis Penkov, per l'episodio No Beast So Fierce di Penny Dreadful
  - Greg Nicotero, Jake Garber, Garrett Immel, Kevin Wasner, Gino Crognale e Kerrin Jackson, per l'episodio Io ti ucciderò di The Walking Dead
  - Christien Tinsley, Hiroshi Yada, Georgia Allen, Gerald Quist e Myriam Arougheti, per l'episodio L'originale di Westworld
  - Louie Zakarian, Jason Milani, Tom Denier Jr., Amy Tagliamonti, Craig Lindberg e Steve Kelly, per la puntata con Alec Baldwin del Saturday Night Live

### Pubblicità

#### Miglior spot televisivo
- Calling JohnMalkovich.com di Squarespace
  - Love Cam, parte dell'iniziativa Love Has No Labels promossa da Ad Council
  - We Are America, parte dell'iniziativa Love Has No Labels promossa da Ad Council
  - Why I March di Women's March On Washington
  - Year in Search 2016 di Google

### Media interattivi

#### Miglior programma interattivo
- Last Week Tonight with John Oliver (HBO)
  - Full Frontal with Samantha Bee Online (SamanthaBee.com)
  - The Late Late Show with James Corden (CBS/CBS Interactive)
  - Saturday Night Live Multiplatform Experience (NBC)
  - The Tonight Show Starring Jimmy Fallon (NBC)

#### Miglior programma interattivo originale
- The People's House - Inside The White House With Barack And Michelle Obama (Samsung/Oculus)
  - Amigo To The Rescue: Disney Junior Interactive Show (iOS)
  - Dear Angelica (Oculus)
  - HITRECORD x ACLU: Are You There Democracy? It's Me, The Internet (The Huffington Post/YouTube)
  - Mission: ISS (Oculus)

#### Miglior realizzazione creativa nell'interattività multimediale per un programma scritturato
- Westworld (DiscoverWestworld.com/HBO Entertainment)
  - The Man In The High Castle: Resistance Radio (Amazon)
  - The Mr. Robot Virtual Reality Experience (USA)
  - The Simpsons - Planet of the Couches (play.google.com)
  - Stranger Things VR Experience (Netflix)

#### Miglior realizzazione creativa nell'interattività multimediale per un programma non scritturato
- The Oscars: All Access (Oscars.com)
  - E! Live 360 (Red Carpet Show) (E! News Mobile App)
  - Stand For Rights: A Benefit for the ACLU with Tom Hanks (Facebook Live)
  - Stand Up To Cancer: #Reasons2StandUp (standup2cancer.org)
  - The Voice On Snapchat Show (NBC)

## Premi speciali
- Governors Award: Assegnato a ITVS, casa di produzione e distribuzione di documentari per la televisione pubblica.[3]

## Premi della giuria
Categoria che non prevede nomination; i premi vengono assegnati a pari merito all'unanimità da una giuria di esperti.

### Miglior realizzazione individuale nell'animazione
- Bryan Andrews (illustratore di storyboard), per l'episodio XCIII di Samurai Jack
- Scott Wills (scenografo), per l'episodio XCIII di Samurai Jack
- Craig Kellman (disegnatore di personaggi), per l'episodio XCII di Samurai Jack
- Lou Romano (disegnatore di sfondi), per l'episodio XCV di Samurai Jack
- Justin Nichols (animatore), per l'episodio The End of the Galaxy di Wander Over Yonder

### Eccezionali meriti nella produzione di documentari
- TJ Martin, Dan Lindsay, Jonathan Chinn e Simon Chinn, per LA 92
  - Alexis Bloom, Fisher Stevens, Sheila Nevins, Brett Ratner e Nancy Abraham, per Bright Lights: Starring Carrie Fisher and Debbie Reynolds
  - Ezra Edelman, Caroline Waterlow, Connor Schell, Libby Geist, Tamara Rosenberg e Nina Krstic, per O.J.: Made in America
  - Barak Goodman, Emily Singer Chapman, Mark Samels e Susan Bellows, per Oklahoma City (American Experience)
  - Joanna Natasegara, per The White Helmets

### Miglior innovazione nell'interattività multimediale
- Patrick Osborne, David Eisenmann, Karen Dufilho, Google Spotlight Stories e Evil Eye Pictures, per PEARL

### Miglior motion design
- Orion Tait, Thomas Schmid, Daniel Oeffinger e William Trebutien, per Beyond Magic
- Angus Wall, Leanne Dare, Lynn Cho, Dan Meehan e Ekin Akalin, per 13th

### Miglior coreografia
- Mandy Moore, per le esibizioni On Top of the World e Carol of the Bells in Dancing with the Stars
- Travis Wall, per le esibizioni The Mirror, Send In The Clowns e She Used To Be Mine in So You Think You Can Dance 
  - Derek Hough, per l'esibizione Kairos in Dancing with the Stars
  - Mandy Moore, per le esibizioni Unsteady e This Is Not The End in So You Think You Can Dance
  - Fred Tallaksen, per le esibizioni Born This Way, West Side Story e Boyfriend in The Real O'Neals